# Rape of Belgium

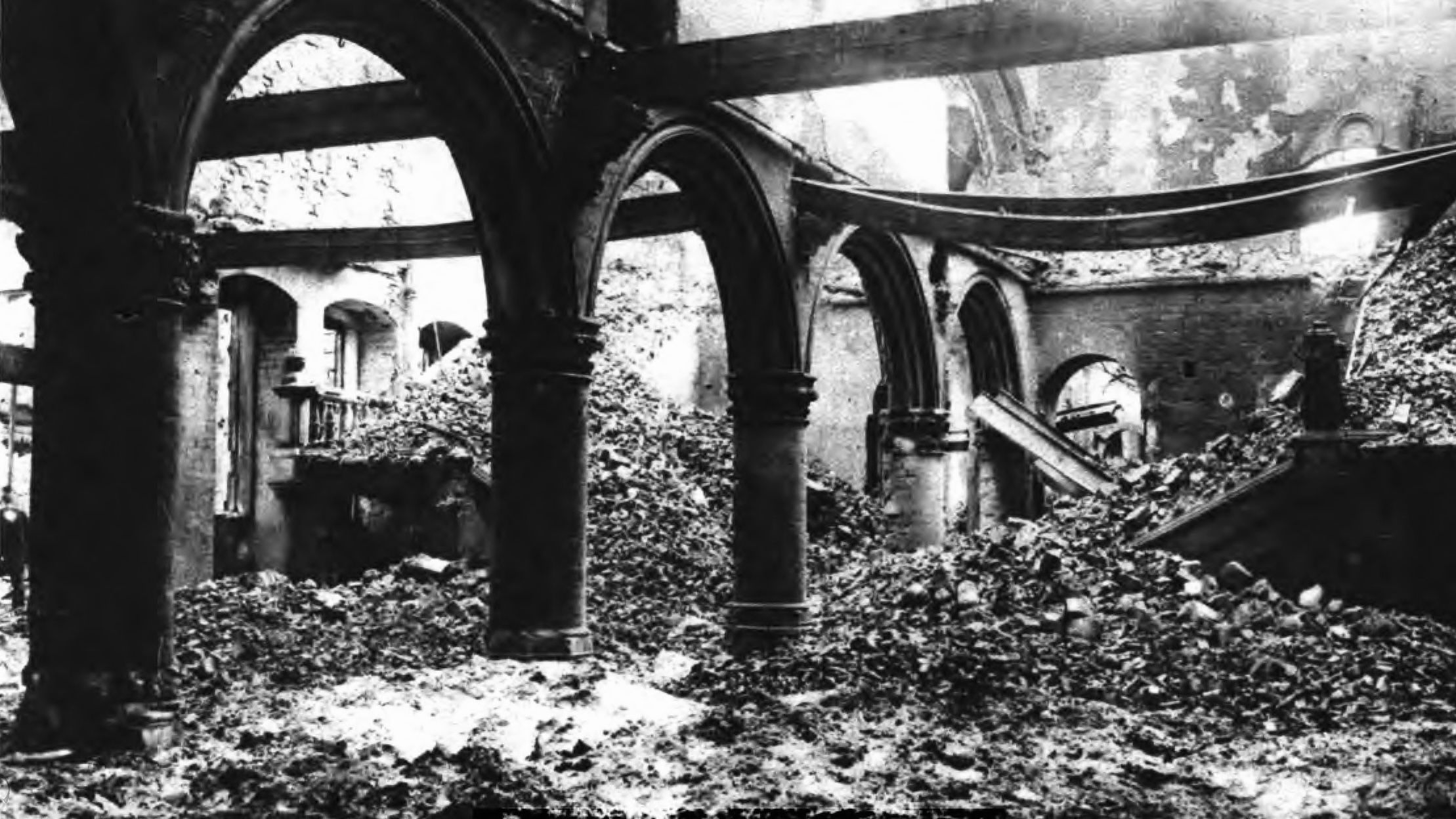
Die Ruinen der Bibliothek der Universität Löwen im Jahr 1914

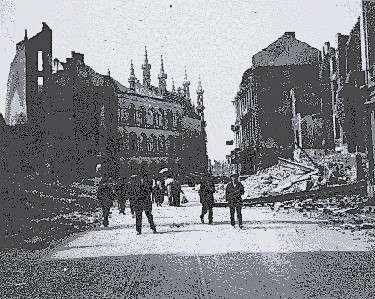
Die zerstörte Stadt Löwen 1915

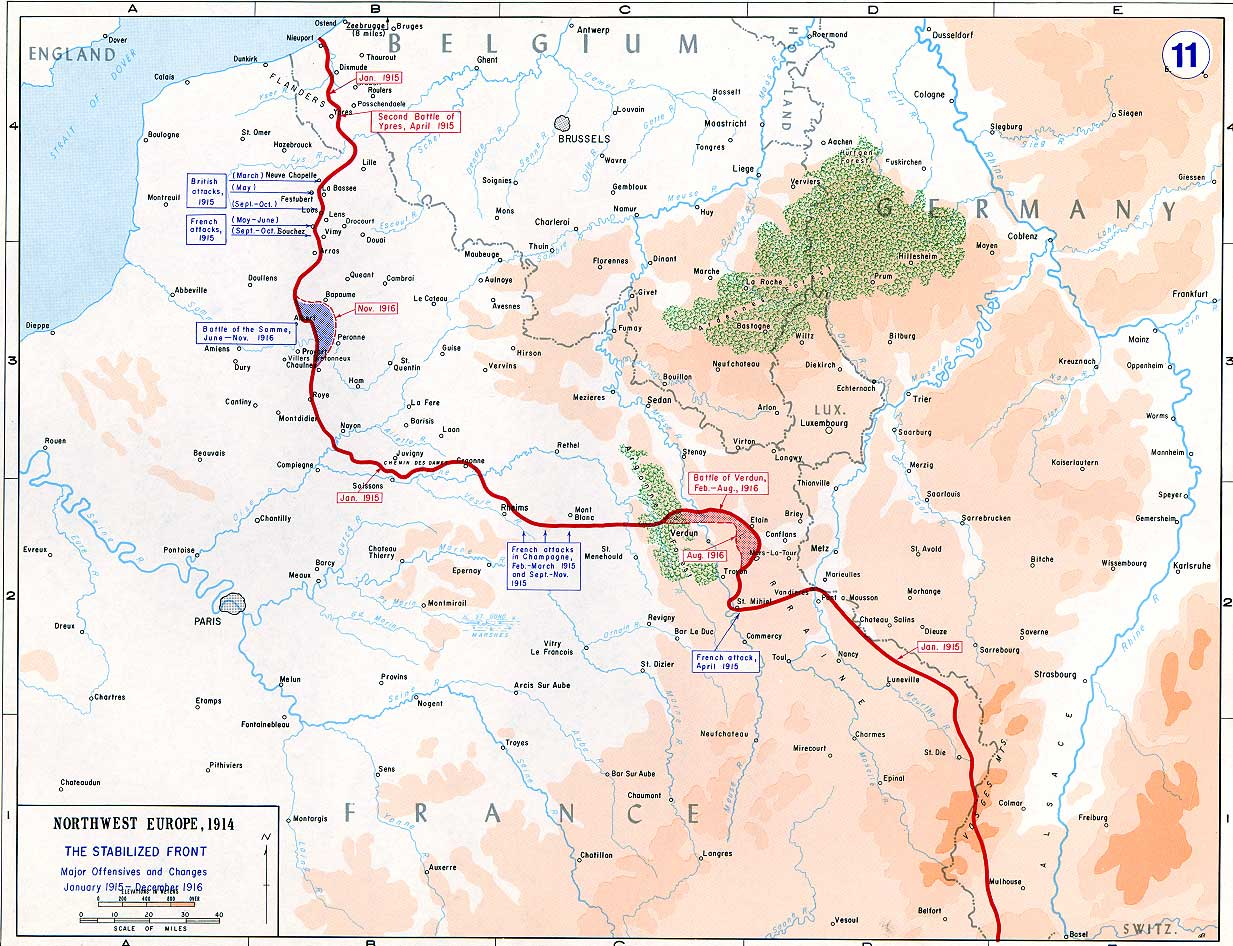
Westfront 1915–1916

Als Rape of Belgium (deutsch etwa Schändung Belgiens) wurden von der alliierten Propaganda der Tatbestand und die Umstände der deutschen Invasion von Belgien während des Ersten Weltkrieges bezeichnet. Der Begriff hatte zunächst eine symbolische Bedeutung und umschrieb die Verletzung der belgischen Neutralität. Berichte von tatsächlichen, übertriebenen und vermeintlichen deutschen Gräueltaten gaben ihm schon in den ersten Monaten des Krieges die eigentliche, dem Wortsinn näherkommende Bedeutung einer Vergewaltigung. Auch in neueren englischsprachigen Veröffentlichungen wird der Begriff im engeren Sinne zur Beschreibung einer Serie deutscher Kriegsverbrechen in den ersten Monaten des Krieges verwendet.

## Vorgeschichte
Die Neutralität von Belgien war 1839 im Vertrag von London garantiert worden, das Königreich Preußen war einer der Mitunterzeichner. Das Deutsche Reich übernahm mit seiner Gründung die Verpflichtungen aus diesem Vertrag.

## Besetzung Belgiens
Für den Kriegsfall beinhaltete der Schlieffen-Plan jedoch einen deutschen Vorstoß durch Belgien unter Missachtung seiner Neutralität, um die in Ostfrankreich konzentrierte französische Armee und die dortigen zahlreichen Festungen strategisch zu umgehen. Der deutsche Kanzler Theobald von Bethmann Hollweg bezeichnete in diesem Zusammenhang den Vertrag von London als einen „Fetzen Papier“, was in England und im sonstigen Ausland besondere Empörung verursachte.
Bereits in der Nacht vom 1. auf den 2. August 1914 wurde Luxemburg von deutschen Truppen besetzt; am 2. August 1914 stellte Deutschland Belgien ein Ultimatum; in den Morgenstunden des 4. August 1914 begann der Einmarsch in Belgien. Erste Übergriffe fanden in Gemmenich statt.
Der „Wettlauf zum Meer“ mit den alliierten Truppen erstreckte sich bis zum Gebiet rund um die Yser, das von belgischen Truppen gehalten werden konnte. Hier fand die Erste Flandernschlacht vom 20. Oktober bis 18. November 1914 statt.
Das besetzte Belgien wurde in zwei Verwaltungsgebiete gegliedert:
1. Das Operations- und Etappengebiet in Ost- und Westflandern, im Süden der Provinz Hennegau (Hainaut) und Luxemburg unterstanden dem Oberkommando der deutschen 4. Armee.
2. Das Generalgouvernement Belgien mit den restlichen Gebieten unterstand dem Generalgouverneur, der direkt dem Kaiser unterstellt war.

An der Nordgrenze Belgiens wurde das Grenzhochspannungshindernis errichtet, um Flüchtlingsbewegungen nach den Niederlanden zu verhindern.

## Kriegsverbrechen
Nach dem unerwartet starken Widerstand Belgiens gegen die Invasion (bereits die Eroberung der Festung Lüttich erforderte tagelange, schwere Kämpfe) kam es in der Anfangsphase des Krieges zu Gewalttaten der Deutschen gegen die Zivilbevölkerung und zur Tötung von mehreren tausend belgischen Zivilisten. Die deutschen Truppen befürchteten und vermuteten, oft ohne konkreten Anlass, belgische Guerilla und Francs-tireurs in den Ortschaften, brannten Häuser nieder und ermordeten Zivilisten. So gab es vereinzelte Erschießungen schon in Lüttich, später in Aarschot (156 Tote), Andenne (211 Tote), Tamines (Massaker von Tamines, 383 Tote) und in Dinant (Massaker von Dinant, 674 Tote). Unter den Opfern waren auch Frauen und Kinder. In Brabant mussten sich Nonnen unter dem Vorwand entkleiden, sie seien Spione. Ob es überhaupt eine größere Partisanenaktivität gegeben hatte, ist heute umstritten.
Der deutschen Armee wurden eine Vielzahl von Übergriffen und Gräueltaten gegen die belgische Bevölkerung sowie zahlreiche Zerstörungen und Verstöße gegen die Haager Landkriegsordnung angelastet; 6.000 Belgier wurden getötet, 25.000 Gebäude in 837 Gemeinden zerstört. 1.500.000 Belgier flohen vor der deutschen Invasion (20 Prozent der belgischen Gesamtbevölkerung). Die von der alliierten Propaganda aufgenommenen Massaker wurden von der deutschen Führung mit dem Hinweis auf angebliche Freischärler gerechtfertigt.
Am 25. August 1914 verwüstete die deutsche Armee die Stadt Löwen (siehe Zerstörung Löwens im Ersten Weltkrieg) und brannte vorsätzlich die Universitätsbibliothek Löwen nieder, wobei 1.000 Handschriften, 800 Inkunabeln und 300.000 Bücher, die in 500-jähriger Arbeit angesammelt worden waren, verbrannten. 248 festgenommene zivile Einwohner wurden erschossen. Die 17. Reserve-Division war zum ersten Fronteinsatz durch Löwen gezogen, als sich ein Schuss löste und Panik auslöste, die sich in einer wilden Schießerei Bahn brach. Die Soldaten drangen in die Häuser ein, aus denen tatsächlich oder vermeintlich geschossen worden war, töteten alle bewaffneten Personen und steckten die Gebäude in Brand. Vieles spricht dafür, dass die in der ganzen Stadt verteilten deutschen Einheiten sich bei der Schießerei versehentlich gegenseitig unter Feuer genommen hatten. Am 29. August musste die Restbevölkerung Löwen verlassen, insgesamt brannten 1.081 Häuser nieder und zahlreiche Kunstschätze gingen verloren.
Die Times vom 29. August 1914 schrieb, deutsche „Hunnen“ hätten sich am „belgischen Oxford“ vergriffen. Der Fall von Löwen wurde letztlich zu einer moralischen und propagandistischen Katastrophe der Mittelmächte. Der wenig später erfolgte Aufruf „An die Kulturwelt!“ deutscher Wissenschaftler, in dem kategorisch bestritten wurde, dass unbescholtene belgische Bürger zu Schaden gekommen seien („Es ist nicht wahr, daß eines einzigen belgischen Bürgers Leben und Eigentum von unseren Soldaten angetastet worden ist, ohne daß die bitterste Notwehr es gebot.“) verschlechterte das Ansehen Deutschlands und der Deutschen Armeen im Ausland noch zusätzlich.
Adolf Hitler lobte später die Erschießungen und Deportationen im besetzten Belgien als geeignetes und vorbildhaftes Mittel zur Vergeltung von Sabotage.

## Kriegspropaganda

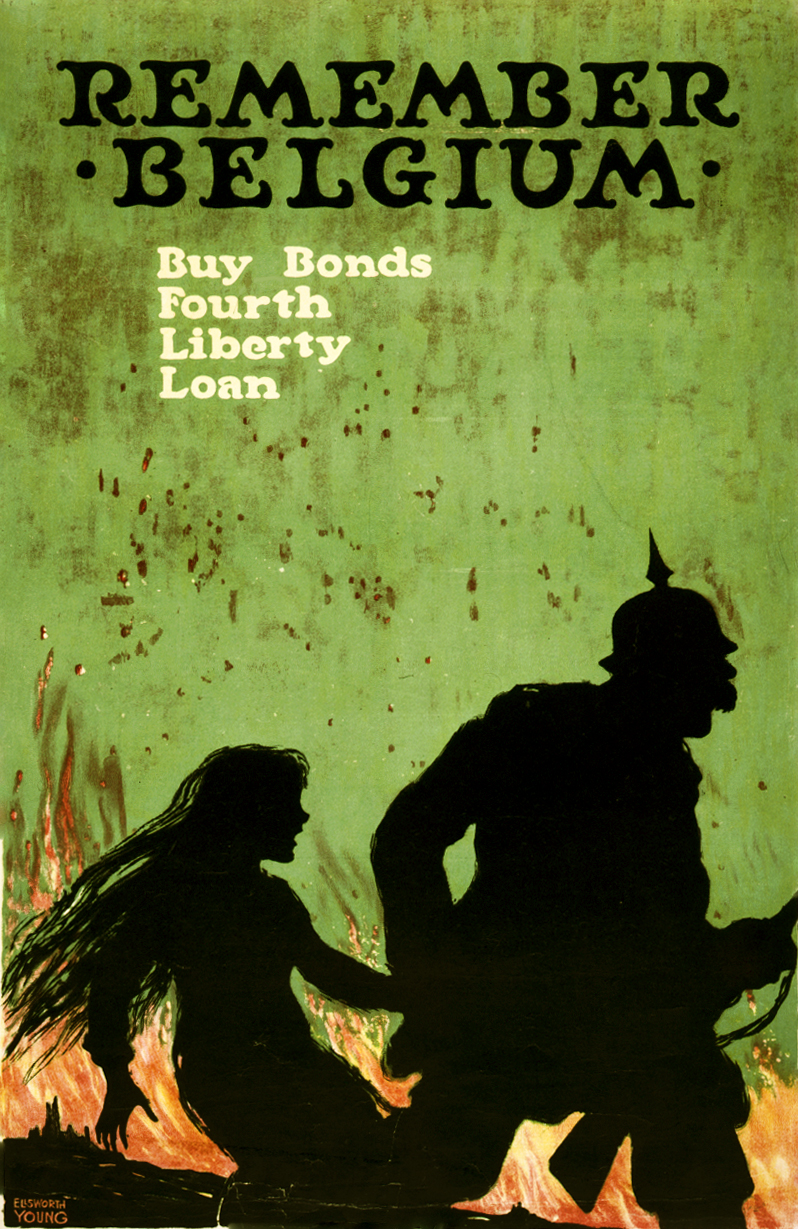
US-Propagandaplakat

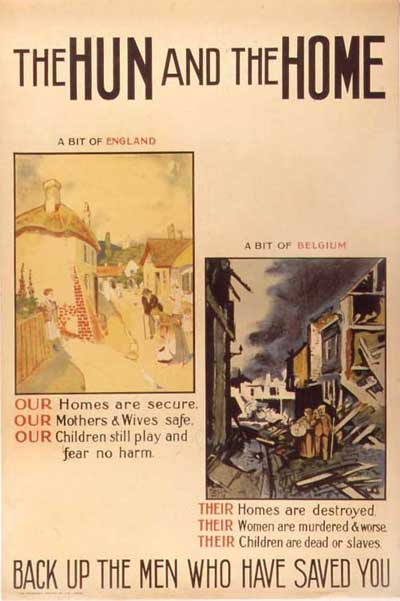
Britisches Propagandaplakat

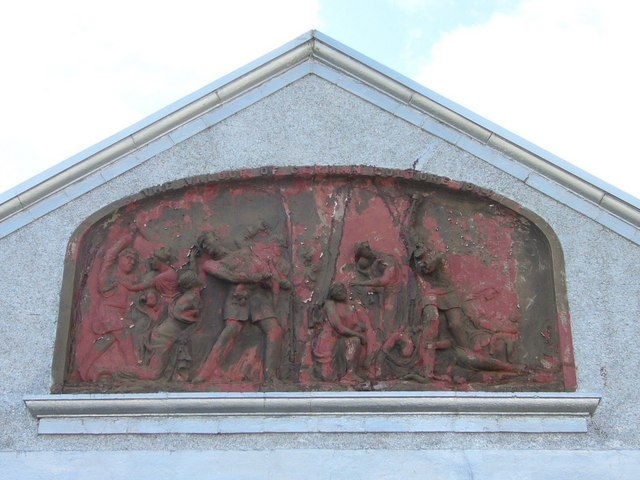
Darstellung an einem Hausgiebel in Edinburgh: Belgische Frauen werden von deutschen Soldaten ermordet.

Historiker beschreiben die Darstellung auf alliierter Seite: „Die Invasion von Belgien mit ihrem sehr realen Leiden [wurde] gleichwohl in einer sehr stilisierten Form dargestellt […], die sich in perversen sexuellen Akten, blutrünstigen Verstümmelungen und zeichnerischen Darstellungen von Kindesmisshandlungen mit zumeist fragwürdigen Wahrheitsgehalt erging.“
In Großbritannien machten sich viele „patriotische“ Publizisten solchermaßen geartete Darstellungen zu eigen. So beschrieb beispielsweise William Le Queux die deutsche Armee als „one vast gang of Jack-the-Rippers“ („eine große Bande von Mördern nach dem Muster von Jack the Ripper“) und stellte zeichnerisch fiktive Geschehnisse dar, wie zum Beispiel ein nackt aufgehängtes und verstümmeltes Kindermädchen, die Tötung eines Babys mit dem Bajonett oder die „screams of dying women“ („Aufschreie sterbender Frauen“), geschändet und von deutschen Soldaten entsetzlich verstümmelt; er beschuldigte die Deutschen weiterer Ausschreitungen wie des Abschneidens von Händen, Füßen und Brüsten.
„Die britischen Propagandisten waren erpicht darauf, die Erklärung des Krieges vom Fokus der Ermordung des österreichischen Kronprinzen und seiner Frau durch serbische Nationalisten auf die moralisch eindeutig zu beantwortende Frage der Invasion des neutralen Belgien abzulenken.“ Lord Bryce, einer der Verfasser des Bryce-Reports, schrieb hierzu: „Irgendetwas stimmt mit unserer sogenannten Zivilisation nicht, wenn sie wegen dieses serbischen Vorfalls in eine so fürchterliche Katastrophe in Europa hineinschliddert“. Kurze Zeit später heißt es in einem Brief aber schon: „Mit einem können wir uns in diesem Krieg trösten: Wir sind alle von der Gerechtigkeit der Sache und seit der Invasion von Belgien auch von unserer Pflicht überzeugt, derentwegen wir das Schwert ergriffen“.
Wenngleich die berüchtigte „deutsche“ Bezeichnung (seitens des Reichskanzlers) des Vertrages von London aus dem Jahre 1839 (Garantie der Neutralität Belgiens durch die europäischen Großmächte) als „Fetzen Papier“ einen großen Teil der Intellektuellen für die Unterstützung des Krieges einnehmen konnte, konnte dies in den Kreisen der Arbeiterschaft weniger Überzeugungskraft entfalten. So meinte beispielsweise der Labour-Politiker Ramsay MacDonald hierzu: „Niemals hatten wir eine geringeren Grund gehabt als diesen, unser Volk zu bewaffnen und ihr Leben zu riskieren“. Britische Armee-Anwerber berichteten von Problemen, die Gründe des Krieges überzeugend darzulegen.
Als der deutsche Vormarsch in Belgien weiterging, begannen die britischen Zeitungen Berichte über deutsche Gräueltaten zu veröffentlichen. Sowohl die seriösen Zeitungen wie auch die Boulevardblätter zeigten weniger Interesse an den offiziellen Berichten aus Belgien, die als „endlose Aufzählung gestohlenen Wohlstands und requirierter Waren“ empfunden wurde. Stattdessen überfluteten zunehmend Aufzählungen von Schändungen und bizarren Verstümmelungen die britische Presse. Der intellektuelle Diskurs zum „Fetzen Papier“ wurde dann mit metaphorischen Darstellungen Belgiens als vergewaltigter Frau versetzt, beispielhaft in den Cartoons von Louis Raemaekers, dessen Arbeiten auch in den USA weite Verbreitung fanden.
Teile der britischen Presse, beispielsweise der Herausgeber der Times und Edward Tyas Cook, äußerten Bedenken, dass willkürliche und wilde Berichte, von denen sich einige als komplett erdichtete Fälschungen erwiesen, die kraftvolle Gesamtmetaphorik schwächen würden. Deswegen forderten sie eine besser strukturierte Herangehensweise. Auch die amerikanische Presse bezweifelte den Wahrheitsgehalt vieler Berichte. Die Tatsache, dass das britische Press Bureau fragwürdige Berichte nicht zensierte, brachte die britische Regierung in eine delikate Situation.
Das Committee on Alleged German Outrages (Komitee über mutmaßliche deutsche Grausamkeiten) war im Dezember 1914 eventuell ursprünglich lediglich dazu bestellt worden, um in diesen Fällen zu ermitteln. Bryce wurde für diese Aufgabe als besonders geeignet betrachtet, weil er vor dem Krieg deutschfreundlich eingestellt war und in den Vereinigten Staaten eine gute Reputation hatte, wo er als britischer Botschafter gearbeitet hatte. Die investigativen Anstrengungen wurden jedoch durch die beschränkte Zahl vorhandener Zeugenaussagen limitiert. So war „die Kommission im Wesentlichen dazu aufgefordert (…), eine Umfrage vorzutäuschen, die den guten Namen von Lord Bryce an die Stelle der tausenden von fehlenden Namen anonymer Opfer und Geschichten setzte.“ Die Kommission veröffentlichte ihren Report im Mai 1915. Charles Masterman, der Direktor des Britischen War Propaganda Bureau, schrieb an Bryce: „Ihr Report hat Amerika überwältigt. Wie Sie wahrscheinlich wissen, erklären sich nun auch die größten Skeptiker bekehrt, gerade weil Sie ihn unterschrieben haben!“
Nachdem der Bryce-Report bis Juni in zehn Sprachen übersetzt worden war, diente er als Basis für viele folgende Kriegspropaganda, wurde als Quelle für viele andere Veröffentlichungen benutzt und war die Ursache, dass diese Kriegsgräuel ein Leitmotiv der Kriegspropaganda bis zur Hang-the-Kaiser-Kampagne wurde. Beispielsweise veröffentlichte Arnold J. Toynbee 1917 The German Terror in Belgium, der auf die meist zeichnerische Darstellung sexuell motivierter Gewalttaten abhob; so hieß es hier zum Beispiel: „Auf den Marktplatz von Gembloux sah ein belgischer Meldereiter den Körper einer Frau mit einem Schwert an eine Haustür genagelt, das durch ihre Brust gestoßen war. Die Brüste des nackten Körpers waren abgeschnitten.“
Die britische Regierung produzierte regelmäßig bizarre Geschichten und präsentierte sie der Öffentlichkeit, so zum Beispiel, dass belgischen Nonnen an die Klöppel von Kirchenglocken gefesselt und so zu Tote geschlagen wurden, als die Glocken läuteten. Diese Berichte ebneten den Weg für ähnlich geartete Kriegspropaganda.
Viele dieser „Berichte“ wurden in Großbritannien veröffentlicht, um für amerikanischen Beistand im Krieg zu werben. In einem 1929 veröffentlichten Artikel in The Nation heißt es: „1916 brachten die Alliierten alle nur möglichen Gräuelgeschichten vor, um neutrale Sympathie und amerikanischen Unterstützung zu erlangen. Uns wurden jeden Tag […] Geschichten vorgesetzt wie jene von belgischen Kindern, denen die Hände abgeschnitten wurden, einem an eine Haustüre gekreuzigten kanadischen Soldat, Nonnen mit abgeschnittenen Brüsten, die angebliche deutsche Gewohnheit, aus den Gefallenen Glycerin und Fett für Schmierstoffe zu gewinnen, und anderes mehr.“
Die vierte Liberty-Bond-Kampagne von 1918 verwendete ein Remember Belgium betiteltes Plakat, das die Silhouette eines jungen belgischen Mädchens zeigte, das von einem deutschen Soldaten vor dem Hintergrund einer brennenden Ortschaft weggezerrt wurde; das „Plakat demonstriert, dass die politischen Führer eine allgemeine Kenntnis von Vergewaltigungen während der deutschen Invasion von Belgien in der amerikanischen Öffentlichkeit voraussetzen konnten.“ Die „Deutschen [konnten] einfach keinen Weg finden […], der effektiven britischen Propaganda über den „Rape of Belgium“ und andere unterstellte Gräuel zu begegnen“. Zum Vermächtnis dieser Propaganda meint Gullace, dass „wirkliches Leiden durch produzierte Märchen suspekt gemacht wurde.“
Adolf Hitler sprach in Mein Kampf von der genialen alliierten Gräuelpropaganda, von der er „unendlich viel gelernt“ habe.

## Aufarbeitung

### Gerichte
Die Leipziger Prozesse zwischen 1921 und 1927 gelten als Misserfolg, von etwa 900 deutschen Militär- und Zivilpersonen wurden letztlich nur zehn zu Freiheitsstrafen verurteilt. Keines der Verfahren zum Geschehen während des deutschen Vormarsches in Belgien endete mit einem Urteil. In Belgien und Frankreich wurden ab 1922 Hunderte von Deutschen in Abwesenheitsverfahren verurteilt, da man die Spruchpraxis des Reichsgerichts als Farce empfand. Es gab jedoch keine Auslieferung, zudem wurden alle Verfahren in Deutschland gegen so Verurteilte auf Weisung des Reichsjustizministeriums eingestellt.

### Deutsche Bundesregierung
Am 6. Mai 2001 legte Staatssekretär Walter Kolbow in Dinant einen Kranz am Denkmal für die Opfer des Massakers in Dinant nieder. Das Denkmal trägt die Inschrift: „Gewidmet den 674 Märtyern von Dinant, unschuldige Opfer der deutschen Barbarei“. Zum einhundertsten Jahrestag des Massakers fanden in Dinant Gedenkveranstaltungen statt, an denen unter anderem der König der Belgier teilnahm. Die deutsche Bundeskanzlerin Angela Merkel hatte eine frühzeitige Einladung zur Gedenkfeier jedoch ausgeschlagen.

### Historische Forschung
Dem britischen Autor Simon Winder zufolge habe sich die deutsche Armee in Belgien unzweifelhaft brutal verhalten, es bestehe aber nur ein gradueller Unterschied zum Verhalten der Briten in China oder Südafrika.
Die zentralen Erklärungsansätze von John Horne und Alan Kramer lauten wie folgt:

„Die ‚große Furcht‘, von der die einmarschierenden deutschen Armeen erfasst waren, nahm die Form eines kollektiven Wahns an, dem zufolge feindliche Zivilisten in einem Franktireurkrieg massiv Widerstand leisteten. Hervorgerufen wurde dieser Mythenkomplex durch die traumatischen Erfahrungen in den Kampfhandlungen im Zusammenspiel mit ideologischen und kulturellen Prädispositionen – die Erwartung einer levée en masse nach dem Vorbild von 1870/71 und die paranoide Weltsicht eines Teils des Offizierskorps. Der Wahn entwickelte eine solche Dynamik, daß er eine Million Mann von der Realität des Trugbildes überzeugte.“

„Unerfahrenheit führte zur Disziplinlosigkeit unter deutschen Soldaten; Trunkenheit, ‚Friendly Fire‘, durch Panik verursachte Unfälle, regelmäßige Zusammenstöße mit belgischer und französischer Nachhut führten zur Konfusion; Wut auf die hartnäckige und zunächst erfolgreiche Verteidigung von Lüttich während der Schlacht von Lüttich, Wut auf den belgischen Widerstand insgesamt, die nicht als Selbstverteidigung gesehen wurde; zumeist vorherrschender Hass auf den römisch-katholischen Klerus in Belgien und Frankreich; unklare oder inadäquate deutsche Frontregelungen zum Schutz von Zivilisten und Versagen der deutschen Logistik – dies alles führte zu unkontrollierten Plünderungen und Ausschreitungen etc.“

Das Buch von Horne und Kramer stieß unter anderem im geschichtswissenschaftlichen Rezensionsorgan sehepunkte auf Kritik: "Dadurch dass die beiden Historiker den alliierten Quellen nicht dieselbe Quellenkritik wie etwa dem offiziellen deutschen Weißbuch "Die völkerrechtswidrige Führung des belgischen Volkskriegs" von 1915 oder auch den - erfundenen - Gräuelgeschichten über abgehackte Kinderhände, abgeschnittene Brüste und vergewaltigte Nonnen angedeihen lassen, werden die von den Autoren (im französischen Fall nur mittels einer durch Analogie gebildeten Hochrechnung) errechneten über 6.000 getöteten Zivilisten und die 20.000 zerstörten Häuser allesamt als Belege für deutsche Kriegsverbrechen gewertet." Gerd Krumeich kritisierte, dass Horne und Kramer den Quellenbestand von mehr als 2.000 beeideten Zeugenaussagen von deutschen Soldaten zwar eingesehen haben, diesen aber "z.T. sinnwidrig zitiert werden, und dazu nur in winzigstem Umfang."
2016 legte der pensionierte Pirmasenser Studiendirektor Gunter Spraul ein umfangreiches Buch vor, das den zentralen Punkten von Horne und Kramer widerspricht. Michael Epkenhans konzediert Spraul, er könne Horne und Kramer "zahlreiche faktische Fehler nachweisen. Manche Regimenter waren da, wo sie Verbrechen verübt haben sollen, gar nicht. Auch die Verwechslung von Namen und Orten kann er belegen beziehungsweise manche militärische Verhaltensweise in Frage stellen." Allerdings kommt er zu einem kritischen Fazit: "Im weiteren Verlauf seiner Darstellung tappt er aber in die gleiche 'Falle' wie Kramer und Horne. So wie diese beiden Historiker die deutschen Quellen seiner Meinung nach vernachlässigt haben, lässt er nun die alliierten 'wegen ihres großen Umfangs' beiseite. So wie er dem Autorenteam vorwirft, einseitig auf alliierte Quellen zu vertrauen, stützt Spraul die eigene Kritik im Wesentlichen auf die Regimentsgeschichten. So wie er Kramer und Horne nachweist, häufig mit Vermutungen zu arbeiten, so benutzt auch er gern das Wort 'wenig wahrscheinlich', anstatt einen schlüssigen Beweis zu führen."
Mit seiner archivgestützten Studie "Schuldfragen" unternahm der deutsch-amerikanische Kunsthistoriker Ulrich Keller eine Neubewertung. Zentrale These des Buches ist, dass es einen belgischen Franktireurkrieg (Kampfhandlungen von Zivilisten, Heckenschützen, Angriffe auf Verwundete, Überfälle auf ruhende Truppenteile) in großem Umfang tatsächlich gab und diese irregulären und völkerrechtswidrigen Angriffe auf die deutschen Truppen den Anlass für die Kriegsverbrechen im August und September 1914 bildeten. Kellers Werk war Anlass zu einer Tagung unter Fachhistorikern. Über Existenz und Umfang irregulären belgischen Widerstands und dessen ursächliche Rolle für die deutschen Kriegsverbrechen wurde dort kein Konsens erzielt.